# Spółka kapitałowa
Spółka kapitałowa – forma prawna organizacji podmiotów gospodarczych, najczęściej wykorzystywana w prowadzeniu dużych przedsiębiorstw, a także w wewnętrznej organizacji grup kapitałowych. W prawie polskim, oprócz spółek kapitałowych, wyróżnia się również spółki osobowe.

## Rozwój historyczny
Źródła współczesnej konstrukcji spółki kapitałowej wiąże się z rozwojem gospodarki kapitalistycznej w Anglii i Niderlandach na przełomie XVI i XVII wieku. Powstawały wówczas podmioty gospodarcze, które szukając kapitału, w zamian za gotówkę oferowały udziały w (przyszłym) zysku, przy czym osoby wpłacające kapitał (udziałowcy) nie miały w zasadzie wpływu na jego późniejsze przeznaczenie.

## Charakterystyka
W konstrukcji jurydycznej spółki kapitałowej można wyróżnić szereg cech:
- posiadanie kapitału zakładowego
- posiadanie osobowości prawnej
- posiadanie zgromadzonego majątku odrębnego od majątków osobistych wspólników lub akcjonariuszy
- ponoszenie przez spółkę odpowiedzialności za zobowiązania całym swym majątkiem
- wyłączenie, z pewnymi wyjątkami, odpowiedzialności wspólników/akcjonariuszy za zobowiązania spółki (niekiedy błędnie mówi się o ograniczeniu ich odpowiedzialności do wysokości wniesionych wkładów)
- wyłączenie, co do zasady, wspólników lub akcjonariuszy z bezpośredniego prowadzenia spraw spółki (tzw. rozdział sfery właścicielskiej od sfery zarządzania) poprzez utworzenie organów spółki
- prawa i obowiązki udziałowców/akcjonariuszy reguluje, z zastrzeżeniem bezwzględnie obowiązujących norm prawa, umowa spółki/statut, zwane „konstytucją spółki”.

W prawodawstwach tzw. kontynentalnych (a więc z wyłączeniem krajów anglosaskich) wyróżnia się zwykle dwa typy spółek kapitałowych: z ograniczoną odpowiedzialnością (niem. Gesellschaft mit beschränkter Haftung (GmbH), franc. Société à responsabilité limitée (S.à R.L.), hol. Besloten Vennootschap (B.V.)) oraz akcyjne (niem. Aktiengesellschaft (AG), franc. Société Anonyme (S.A.), hol. Naamloze Vennootschap (N.V.)). Spółki z ograniczoną odpowiedzialnością są formą prawną przewidzianą raczej dla mniejszych przedsiębiorstw oraz spółek celowych, posiadają również pewne elementy typowe dla spółek osobowych. Spółki akcyjne, z założenia przewidziane dla dużych przedsiębiorstw, są bardziej typowymi spółkami kapitałowymi, gdzie elementy spółek osobowych (w zależności od danego prawodawstwa) nie występują wcale, albo w małym natężeniu.

## Prawo polskie
W prawie polskim (według Kodeksu spółek handlowych) do kategorii spółek kapitałowych należą: spółki z ograniczoną odpowiedzialnością, proste spółki akcyjne oraz akcyjne. Te typy spółek posiadają szereg cech klasycznych dla konstrukcji spółki kapitałowej, a więc: kapitał zakładowy, osobowość prawną, brak odpowiedzialności wspólników/akcjonariuszy za zobowiązania spółki, rozdział między sferą zarządu a sferą właścicielską.